# ボブ・オデンカーク
ボブ・オデンカーク（Bob Odenkirk,  1962年10月22日 - ）は、アメリカ合衆国のコメディアン、俳優、映画監督、放送作家、脚本家、プロデューサー。

## 来歴
1962年イリノイ州バーウィンに生まれる。父親は印刷会社の社員で7人の子供の一人がボブだった。カトリック系で、アイルランドとドイツ系の家庭だった。地元の高校を卒業後、ミルウォーキーのマークエット大学へ進学し、後に南イリノイ大学カーボンデール校へ編入学している。地元イリノイ州のラジオ局からキャリアをスタートさせ、ラジオ専用のコメディ番組などの制作や台本の執筆なども行った。その後、即興コメディ劇団セカンド・シティのワークショップ等へ参加して経験を積み、1987年にアメリカで人気のコメディ番組『サタデー・ナイト・ライブ』へ出演。同番組ではレギュラーを務め、1991年までメンバーとして出演し、放送作家として数エピソードの脚本も手掛けている。放送作家として1983年にエミー賞を獲得した。同番組のレギュラーを卒業した後は、放送作家としての活動を活発化させ、デヴィッド・レターマンが司会を務める『レイト・ナイト・ウィズ・デイヴィッド・レターマン』へも参加している。また『サタデー～』で共演して以来ベン・スティラーの友人でもあり、スティラーが司会のテレビ番組へも出演。同番組への出演で1993年に二度目のプライムタイム・エミー賞を受賞した。1995年にはコメディアンとして知られるデヴィッド・クロスと共に『Mr. Show』というコメディ番組も立ち上げ、同番組はHBOで4シーズンまで製作され、オデンカーク自身もホストとして出演して人気を博した。

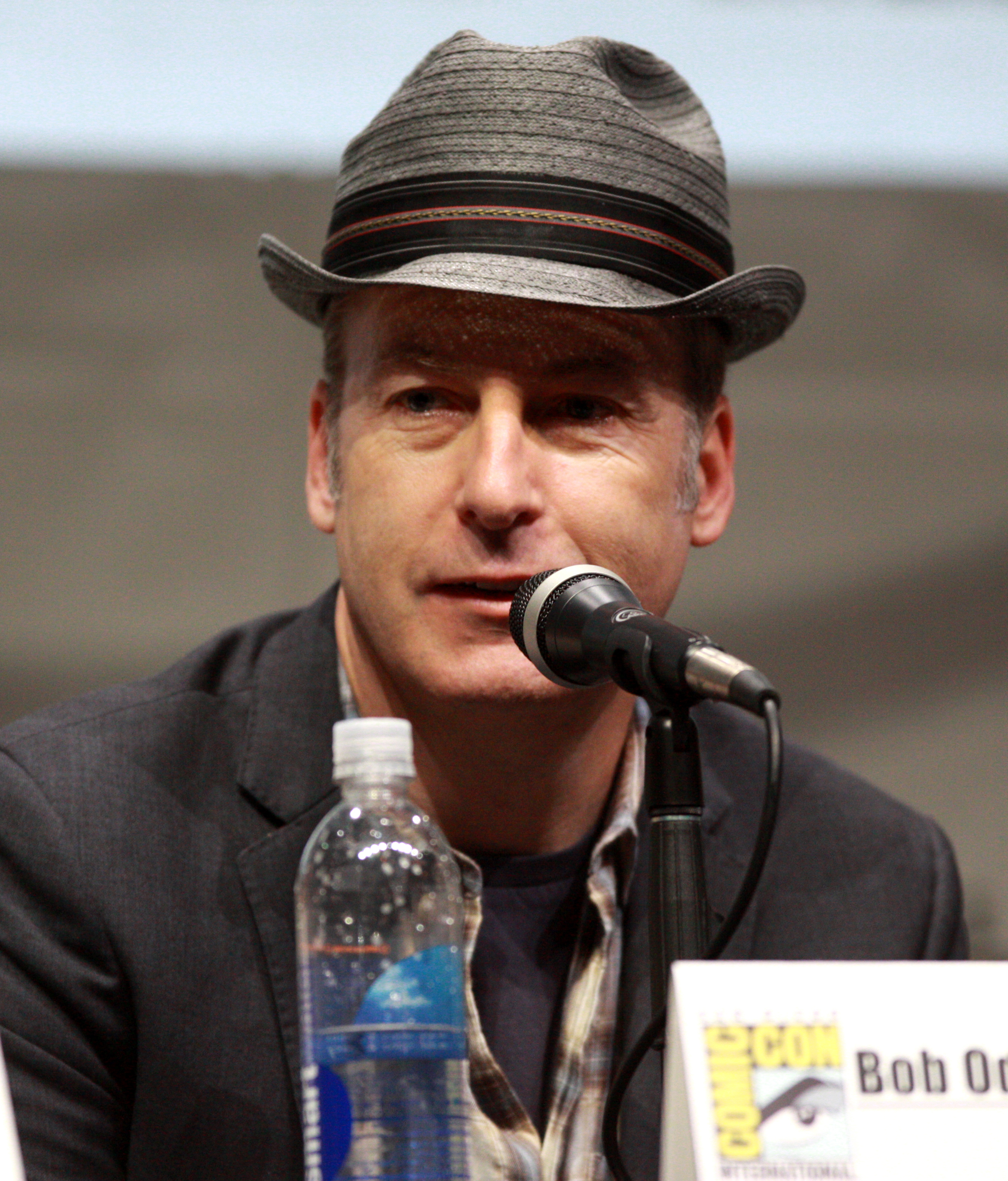
2013年、サンディエゴ・コミコンでのオデンカーク

近年では役者活動でも知られており、ブライアン・クランストン主演のテレビシリーズ『ブレイキング・バッド』やブルース・ダーンがアカデミー主演男優賞にノミネートされた『ネブラスカ ふたつの心をつなぐ旅』などへの出演で知られている。2006年には『プリズン・フリーク』の監督も務め、それ以外にもいくつかの作品を監督した。2015年から始まった『ブレイキング・バッド』のスピンオフ作品『ベター・コール・ソウル』では主演を務めた。

### 私生活
1997年にプロデューサーのナオミ・ヨムトフ(Naomi Yomtov)と結婚した。

## 出演作品

### 映画
| 年   | 題名                                                       | 役名                               | 備考           |
| ---- | ---------------------------------------------------------- | ---------------------------------- | -------------- |
| 1993 | ウェインズ・ワールド2 Wayne's World 2                      |                                    |                |
| 1994 | 探偵ボーグ/わたし、忘れてます。 Clean Slate                |                                    |                |
| 1996 | 好きと言えなくて The Truth About Cats & Dogs               |                                    |                |
| 1996 | ケーブルガイ The Cable Guy                                 |                                    |                |
| 1996 | Waiting for Guffman                                        |                                    |                |
| 1997 | Hacks                                                      |                                    |                |
| 1998 | Mr. Show and the Incredible, Fantastical News Report       |                                    |                |
| 1999 | Can't Stop Dancing                                         |                                    |                |
| 2000 | The Independent                                            |                                    |                |
| 2001 | モンキーボーン Monkeybone                                  | ヘッド外科医                       |                |
| 2001 | ドクター・ドリトル2 Dr. Dolittle 2                         |                                    |                |
| 2002 | ラン・ロニー・ラン Run Ronnie Run                          | テリー・ツウェルストン             |                |
| 2002 | Next!                                                      |                                    | テレビ映画     |
| 2003 | Melvin Goes to Dinner                                      | キース                             | 兼監督         |
| 2003 | The Big Wide World of Carl Leamke                          |                                    | テレビ映画     |
| 2004 | チャンネル101 Channel 101                                  |                                    | テレビ映画     |
| 2005 | Sarah Silverman: Jesus Is Magic                            | マネージャー                       |                |
| 2005 | 最低☆絶笑ムービー My Big Fat Independent Movie             | スティーブ                         |                |
| 2006 | Danny Roane: First Time Director                           | ピート・ケッセルマン               |                |
| 2006 | Relative Strangers                                         | ミッチ・クレイトン                 |                |
| 2006 | プリズン・フリーク Let's Go to Prison                      | デュエイン                         | 兼監督         |
| 2007 | 最凶家族計画 The Brothers Solomon                          | ジム・トリーチャー                 | 兼監督         |
| 2008 | Mike Birbiglia's Secret Public Journal                     |                                    |                |
| 2010 | 極秘指令 ドッグ×ドッグ Rogues Gallery                      | 皇帝                               |                |
| 2010 | Tim and Eric Awesome Show, Great Job! Chrimbus Special     |                                    | テレビ映画     |
| 2010 | Team Spitz                                                 | カーシー校長                       |                |
| 2011 | Son of Morning                                             | フレッド・チャールズ               |                |
| 2011 | パーティー・ナイトはダンステリア Take Me Home Tonight      | マイク                             |                |
| 2011 | Let's Do This!                                             | カール                             |                |
| 2012 | Tim and Eric's Billion Dollar Movie                        | シュラーン                         |                |
| 2012 | ジャイアント・メカニカル・マン The Giant Mechanical Man    | マーク                             |                |
| 2012 | A Belly Full of Anger                                      |                                    |                |
| 2013 | いま、輝くときに The Spectacular Now                       | ダン                               |                |
| 2013 | Ass Backwards                                              | MC ページェント                    |                |
| 2013 | Nebraska                                                   | ロス・グラント                     |                |
| 2013 | Dealin' with Idiots                                        | ジンボ                             |                |
| 2014 | シークレット・ロード Boulevard                             | ウィンストン                       |                |
| 2017 | ガールフレンドデー Girlfriend's Day                        | レイ                               | 兼脚本・製作   |
| 2017 | ディザスター・アーティスト The Disaster Artist             | スタニスラフスキー・システムの教師 | カメオ出演     |
| 2017 | ペンタゴン・ペーパーズ/最高機密文書 The Post               | ベン・バグディキアン               |                |
| 2018 | インクレディブル・ファミリー Incredibles 2                 | ウィンストン・ディヴァー           | 声の出演       |
| 2019 | ロング・ショット 僕と彼女のありえない恋 Long Shot          | チャンバース大統領                 |                |
| 2019 | ルディ・レイ・ムーア Dolemite Is My Name                   | ローレンス・ウールナー             | クレジットなし |
| 2019 | ストーリー・オブ・マイライフ/わたしの若草物語 Little Women | ミスター・マーチ                   |                |
| 2021 | Mr.ノーバディ Nobody                                       | ハッチ・マンセル                   | 兼製作         |
| 2025 | Mr.ノーバディ2 Nobody 2                                    | ハッチ・マンセル                   |                |
| TBA  | The Making of Jesus Diabetes                               |                                    |                |

### テレビドラマ
- ロザンヌ Roseanne (1993)
- Tom (1994)
- Dr. Katz, Professional Therapist (1996)
- となりのサインフェルド Seinfeld (1996)
- NewsRadio (1997, 1998)
- HEY!レイモンド Everybody Loves Raymond (1997, 2001)
- Just Shoot Me! (1999)
- サード・ロック・フロム・ザ・サン 3rd Rock from the Sun (1999)
- Sammy (2000)
- ラリーのミッドライフ★クライシス Curb Your Enthusiasm (2000)
- エド Ed (2001)
- Less Than Perfect (2003)
- アレステッド・ディベロプメント Arrested Development (2003)
- ジョーイ Joey (2004)
- Tom Goes to the Mayor (2004-2006)
- Weeds ママの秘密 Weeds (2008)
- ママと恋に落ちるまで How I Met Your Mother (2008-2012)
- Rules of Engagement (2009)
- ブレイキング・バッド Breaking Bad (2009-2013)
- アントラージュ★オレたちのハリウッド Entourage (2010)
- Breaking Bad: Original Minisodes (2010-2011)
- Jon Benjamin Has a Van (2011)
- NTSF:SD:SUV:: NTSF:SD:SUV (2012)
- The League (2012)
- ザ・オフィス The Office (2013)
- Drunk History (2013)
- Ghost Ghirls (2013)
- TripTank (2014)
- FARGO/ファーゴ Fargo (2014)
- ベター・コール・ソウル Better Call Saul (2015-2022)
- コミンスキー・メソッド The Kominsky Method (2019)
- Straight Man (2023) ※兼制作総指揮
- 一流シェフのファミリーレストラン The Bear (2023)

### テレビアニメ
- フューチュラマ Futurama (2003)
- アクア・ティーン・ハンガー・フォース Aqua Teen Hunger Force (2004)
- Crank Yankers (2005)
- The Goode Family (2009)
- アメリカン・ダッド American Dad! (2009, 2010)
- The Life & Times of Tim (2010)
- Bob's Burgers (2012)
- ザ・シンプソンズ The Simpsons (2019)
- アンダン 〜時を超える者〜 Undone (2019-)

### テレビ番組
- サタデー・ナイト・ライブ Saturday Night Live (1987-1991)
- ベン・スティラー・ショー The Ben Stiller Show (1992-1993)
- The Jackie Thomas Show (1993)
- Mr. Show with Bob and David (1995-1998)
- アンディ・ディック・ショー The Andy Dick Show (2003)

## 参照
1. ↑  http://www.tcm.com/tcmdb/person/144048%7C0/Bob-Odenkirk/
2. ↑  http://www.jewishjournal.com/the_ticket/item/bob_odenkirk_on_nebraska_and_breaking_bad
3. 1 2  “Bob Odenkirk Biography”. 2014年7月9日閲覧。
4. ↑  https://www.imdb.com/name/nm0644022/awards/?ref_=nm_awd